# Anthony Holborne

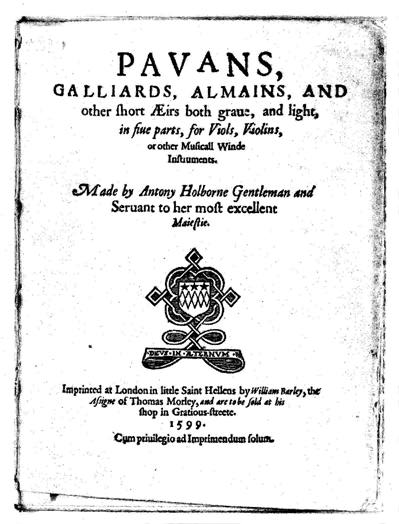
Titelseite von Anthony Holbornes Pavans, Galliards, Almains and other short Aeirs (1599)

Anthony Holborne (* um 1545; † zwischen 29. Novemberjul. / 9. Dezembergreg. und 1. Dezemberjul. / 11. Dezember 1602greg. in London) war ein englischer Komponist von Consort-Musik zur Zeit von Königin Elisabeth I.

## Leben
Er ist möglicherweise mit jenem Anthony Holburne identisch, der im Mai 1562 sein Studium am Pembroke College der Universität Cambridge begann. 1565 wurde ein ebenfalls gleichnamiger Mann zum Anwaltskammer des Inner Temple Court zugelassen, der ebenfalls mit dem Komponisten identisch sein könnte. Am 14. Juni 1584 heiratete Holborne Elizabeth Marten. Auf der Titelseite seiner beiden Bücher behauptete er, in den Diensten Elisabeths I. zu stehen. Am 29. Novemberjul. / 9. Dezember 1602greg. äußerte seine Frau Elizabeth in einem Brief an Sir Robert Cecil die Befürchtung, Holborne würde bald an einer „Erkältung“ sterben; am 1. Dezemberjul. / 11. Dezembergreg. desselben Jahres unterzeichnete sie ein Schreiben mit „Widow Olborne“; zwischen diesen Daten ist er demnach gestorben.
Von seinen Zeitgenossen erfuhr er höchste Wertschätzung als Komponist. John Dowland widmete ihm das allererste Lied I saw my lady weepe in seinem Second Booke of Songs or Ayres. Seine Gönnerin war die Gräfin von Pembroke, Mary Sidney.
Sein Bruder war William Holborne, der ebenfalls komponierte. Sechs von Williams Madrigalen sind in Anthony Holbornes Cittarn Schoole enthalten.

## Werk
- The Cittharn Schoole, gedruckt bei Peter Short in London, 1567 RISM ID: 990030329

Holbornes frühestes bekanntes Werk ist die Cittarn Schoole aus dem Jahr 1567, die aus Kompositionen für die Cister besteht. Das Vorwort deutet an, dass die Kompositionen über einen Zeitraum von mehreren Jahren entstanden. Holborne schreibt, die musikalischen Kompositionen seien „die verfrühten Früchte meiner Jugend, gezeugt in der Säuglings- und Kinderzeit meines geringen Könnens“.
- Pavans, galliards, almains, and other short æirs both grave, and light, in five parts, for viols, violins, or other musicall winde instruments, William Barley, London, 1599 RISM ID: 990030330

Das Werk Pavans, Galliards, Almains and other short Aeirs, both grave and light, in five parts, for Viols, Violins or other Musicall Winde Instruments (Pavanen, Galliarden, Allemanden und andere kurze Lieder, sowohl schwermütig als auch leicht, zu fünf Stimmen, für Violen, Violinen oder Holzblasinstrumente) wurde 1599 veröffentlicht und besteht aus 65 seiner eigenen Kompositionen. Es ist die größte überlieferte Sammlung ihrer Art. Die meisten Kompositionen sind Paare von Pavanen und Galliarden. Andere Stücke sind im Stil der Allemande verfasst. Die restlichen, etwa das in Versionen für Laute und Bandora geschriebene Stück The Night Watch, sind nicht klassifiziert.

## Werkausgaben
- Masakata Kanazawa (Hrsg.): The Complete Works of Anthony Holborne. 2 Bände. Harvard University Press, Cambridge 1967–1973.
- Helmut Mönkemeyer (Hrsg.): Anthony Holborne: Die Cisterwerke aus der Schule von 1597. Teil I–II (= Die Tabulatur. Ausgewählte Werke in ihrer Originalnotation mit Übertragungen für Laute (oder ein Tasteninstrument) und Gitarre. Heft 21–22). Friedrich Hofmeister, Hofheim am Taunus.